# 藤原尊子 (藤原道兼女)
藤原尊子（984年（永观二年）—1023年1月19日 （治安二年十二月二十五））是日本平安时代中期一条天皇的嫔御之一。父关白藤原道兼，母一条天皇乳母藤原繁子。

## 人物生平
尊子之父藤原道兼与一条天皇的乳母、同时也是其姑姑（道兼父藤原兼家的异母妹）的藤原繁子私通后所生。尊子不为其父亲道兼所疼爱，所以住在母亲家里。藤原道兼薨后，繁子请乳子一条天皇纳女为妃，时权力者藤原道长资助了尊子入内的衣装。

长德四年(998年)，尊子入宫，为御匣殿别当。长德五年（999年），授从五位上。长保二年（1000年），封女御。宽弘元年（1004年），进从四位上。宽弘二年（1005年），授正三位。宽弘七年（1010年），授从二位。宽弘八年六月二十二日（1011年7月25日）一条天皇驾崩。此后尊子改嫁大藏卿藤原通任，于治安2年12月去世，享年39岁。

尊子与两任丈夫之间均无子女。